# カナディアンタイヤ・モスポート・パーク
カナディアンタイヤ・モスポート・パーク（英語：Canadian Tire Motorsport Park）はカナダ、オンタリオ州ボーマンビルにあるサーキット。トロントから東におよそ60km、オンタリオ湖近くの丘にある。
2011年まで旧称「モスポート・インターナショナル・レースウェイ（Mosport International Raceway）」だったが、2012年より大手自動車機器販売・ホームセンターのカナディアン・タイヤが命名権を取得し「カナディアンタイヤ・モスポート・パーク」に改称した。「モスポート・パーク（Mosport Park）」は「motor sport park」からの造語で、開業時の運営会社が使用していた伝統的な名称である。

## 歴史
1961年開業。カナダで初めて国際レースを開催したサーキットであり、1967年にはF1カナダGPを初開催。しかし、安全性の課題からこのサーキットでの開催は1977年に終了し、F1はモントリオールのサーキット・イル・ノートルダム（現、ジル・ヴィルヌーヴ・サーキット）へ移動した。
現在はIMSA スポーツカー選手権が行われている。
以前はパノス・モータースポーツ・グループが施設を所有していたが、2011年にカナディアン・モータースポーツ・ベンチャーズ（CMV）が買収した。
1970年 ロックイベント「ストロベリー・フィールズ・フェスティバル」が開催された。動員は75,000人から100,000人と推定されている。